# ويلكو كيليرمان
ويلكو كيليرمان (بالهولندية: Wilco Kelderman )‏ (و. 1991  م) هو راكب دراجة هوائية، من مملكة هولندا، ولد في آمرسفورت، شارك في طواف إسبانيا 2014، وداون أندر 2017، وطواف إيطاليا 2017، وطواف بولندا 2017، وطواف روماندي 2017، وطواف إسبانيا 2017، وطواف إيطاليا 2013، وكريثيديا دو دوفين 2012، وطواف إيطاليا 2014، وكريثيديا دو دوفين 2014، وطواف إينكو 2016، وطواف إينكو 2015، وطواف سويسرا 2016.

## سجل النتائج

### سباقات أو مراحل فاز بها
| التاريخ        | السباق                                            | المركز                                           |
| -------------- | ------------------------------------------------- | ------------------------------------------------ |
| 01 يناير 2010  | تريبتيك ديس مونتس إت شاتيوكس 2010                 |                                                  |
| 06 يونيو 2010  | رينجيريك جراند بريكس 2010                         |                                                  |
| 01 أغسطس 2010  | 2010 Tour Alsace                                  | الفائز في التصنيف العام                          |
| 14 أغسطس 2010  | طواف أين 2010                                     | الرابع في تصنيف أفضل شاب                         |
| 12 سبتمبر 2010 | تور دي أفينير 2010                                | العاشر في التصنيف العام                          |
| 01 أبريل 2011  | روت أديلي 2011                                    | الثامن في التصنيف العام                          |
| 05 يونيو 2011  | طواف النرويج 2011                                 | الفائز في التصنيف العام                          |
| 13 أغسطس 2011  | طواف أين 2011                                     | السابع في تصنيف أفضل شاب                         |
| 22 يناير 2012  | داون أندر 2012                                    | الخامس في تصنيف أفضل شاب                         |
| 29 أبريل 2012  | طواف روماندي 2012                                 | الثالث في تصنيف أفضل شاب                         |
| 20 مايو 2012   | طواف كاليفورنيا 2012                              | الأول في تصنيف أفضل شاب، السابع في التصنيف العام |
| 10 يونيو 2012  | كريثيديا دو دوفين 2012                            | الأول في تصنيف أفضل شاب، الثامن في التصنيف العام |
| 26 أغسطس 2012  | طواف الدنمارك 2012                                | الأول في تصنيف أفضل شاب، السابع في التصنيف العام |
| 28 أبريل 2013  | طواف روماندي 2013                                 | الأول في تصنيف أفضل شاب، الخامس في التصنيف العام |
| 04 أغسطس 2013  | طواف الدنمارك 2013                                | الفائز في التصنيف العام                          |
| 15 يونيو 2014  | كريثيديا دو دوفين 2014                            |                                                  |
| 29 مارس 2015   | فولتا كاتالونيا 2015                              | الأول في تصنيف أفضل شاب، التاسع في التصنيف العام |
| 22 يونيو 2016  | سباق الطريق ضد الساعة للرجال في بطولة هولندا 2016 |                                                  |

## روابط خارجية
- ويلكو كيليرمان على موقع الاتحاد الدولي للدراجات (الإنجليزية)
- ويلكو كيليرمان على موقع أرشيف الدراجات (الإنجليزية)
- ويلكو كيليرمان على موقع إحصائيات الدراجات الإحترافية (الإنجليزية)
- ويلكو كيليرمان على موقع نسبة الدراجات (الإنجليزية)
- ويلكو كيليرمان على موقع CycleBase (الإنجليزية)
- ويلكو كيليرمان على موقع اللجنة الأولمبية الدولية (الإنجليزية)
- ويلكو كيليرمان على موقع أوليمبيديا (الإنجليزية)
- ويلكو كيليرمان على موقع تيم أن.أل (الهولندية)